# Attila Mesterházy
Attila Mesterházy (wym. [ˈɒtilːɒ ˈmɛʃtɛrhaːzi]; ur. 30 stycznia 1974 w Peczu) – węgierski polityk, w latach 2010–2014 przewodniczący Węgierskiej Partii Socjalistycznej (MSZP), poseł do Zgromadzenia Narodowego.

## Życiorys
Attila Mesterházy urodził się w 1974 w Peczu. W latach 1988–1992 uczęszczał do szkoły średniej Lovassy László Gimnázium w Veszprémie. W latach 1992–1997 studiował ekonomię na Uniwersytecie Korwina w Budapeszcie. Był stypendystą na Uniwersytecie w Valladolid (1995–1996), Akademii Dyplomatycznej w Wiedniu (1996, 1998) oraz na Uniwersytecie w Groningen (1997). Odbył również studia doktoranckie na Uniwersytecie Semmelweisa w Budapeszcie.
W 1997 oraz w 1998 pracował w kancelarii premiera jako specjalista ds. gospodarczych i integracji europejskiej. W latach 1999–2000 był menedżerem firmie Hill and Knowlton, zajmującej się public relations. W 2000 powrócił do działalności politycznej, premier Péter Medgyessy powierzył mu funkcję swojego doradcy. W latach 2002–2004 pełnił funkcję sekretarza stanu ds. dzieci, młodzieży i sportu w jego gabinecie. W 2004 wszedł po raz pierwszy w skład Zgromadzenia Narodowego. Reelekcję do krajowego parlamentu uzyskiwał w wyborach w 2006, 2010, 2014 i 2018. Od 2004 do 2006 zajmował stanowisko sekretarza stanu w ministerstwie młodzieży, rodziny, spraw społecznych i równych szans w okresie rządów premiera Ferenca Gyurcsánya. W 2003 został członkiem zarządu krajowego Węgierskiej Partii Socjalistycznej. W kwietniu 2009 został jednym z jej wiceprzewodniczących, a także objął funkcję przewodniczącego jej klubu parlamentarnego.
Podczas kongresu MSZP z 12 grudnia 2009 został wybrany głosami 90% delegatów na kandydata socjalistów na stanowisko premiera w wyborach parlamentarnych w 2010. 10 lipca 2010 został nowym przewodniczącym Węgierskiej Partii Socjalistycznej. Kierował nią do 29 maja 2014, kiedy to po przegranych przez lewicę wyborach krajowych i europejskich podał się do dymisji.
Attila Mesterházy jest żonaty, ma dwoje dzieci. Mówi w języku angielskim i hiszpańskim.